# Hedyosmum peruvianum
Hedyosmum peruvianum är en tvåhjärtbladig växtart som beskrevs av C.A. Todzia. Hedyosmum peruvianum ingår i släktet Hedyosmum och familjen Chloranthaceae. Inga underarter finns listade i Catalogue of Life.